# Marcus A. Smith

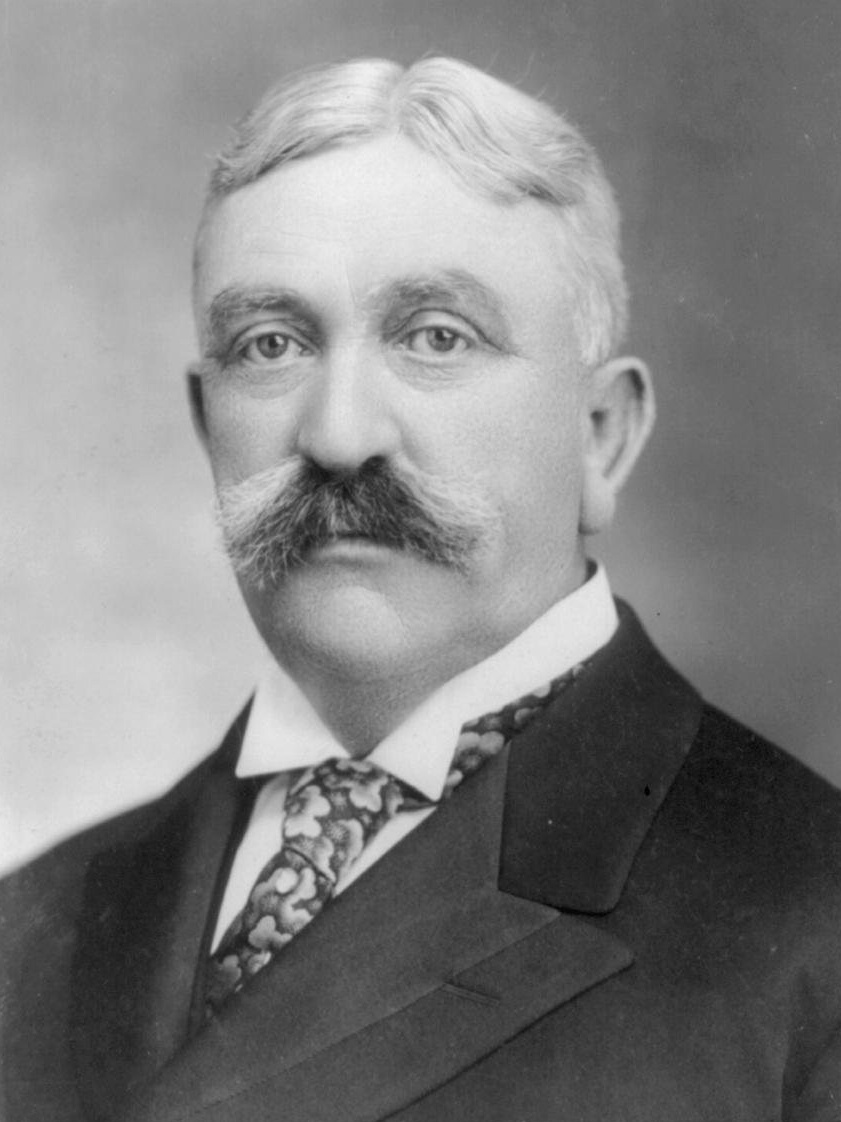
Marcus A. Smith

Marcus Aurelius "Mark" Smith, född 24 januari 1851 i Harrison County, Kentucky, död 7 april 1924 i Washington, D.C., var en amerikansk demokratisk politiker. Han representerade delstaten Arizona i USA:s senat 1912-1921.
Smith avlade 1872 grundexamen vid Transylvania University och sedan juristexamen vid University of Kentucky. Han flyttade 1879 till San Francisco och arbetade där som advokat. Han flyttade 1881 till Arizonaterritoriet. Han blev 1882 åklagare för Tombstone.
Smith representerade Arizonaterritoriet som en icke röstberättigad delegat i USA:s kongress 1887-1895, 1897-1899, 1901-1903 och 1905-1909.
När Arizona 1912 blev delstat, valdes Smith och Henry F. Ashurst till de två första senatorerna. Smith omvaldes 1914. Han kandiderade 1920 igen till omval men förlorade mot republikanen Ralph H. Cameron.
Smiths grav finns på Battle Grove Cemetery i Cynthiana i Kentucky.